# Affæren Birte
Affæren Birte er en dansk film fra 1945. Film om en seksualforbrydelse og en efterfølgende selvtægt.
- Manuskript Svend Rindom.
- Instruktion Alice O'Fredericks og Lau Lauritzen jun.

## Medvirkende
Blandt de medvirkende kan nævnes:
- Poul Reumert
- Anna Borg
- Ib Schønberg
- Tove Grandjean
- Edouard Mielche
- Per Buckhøj
- Poul Petersen
- Elith Pio
- Asbjørn Andersen
- Aage Winther-Jørgensen
- Henry Nielsen

## Eksterne links
- Affæren Birte på Internet Movie Database (engelsk)
- Affæren Birte på Filmdatabasen
- Affæren Birte på danskefilm.dk
- Affæren Birte på danskfilmogtv.dk
- Affæren Birte på Scope
- Affæren Birte i Svensk Filmdatabas (svensk)
- Affæren Birte på The Movie Database (engelsk)